# ديميتريوس مارمارينوس
ديميتريوس مارمارينوس (باليونانية: Δημήτρης Μαρμαρινός)‏ مواليد 14 مايو 1976 في خالكيذا، هو لاعب كرة سلة يوناني سابق. بدأ مسيرته الاحترافية في سنة 1996. يبلغ طوله 6 قدم 9.5 بوصة (2.1 م). اعتزل اللعب في 2015.

## المسيرة الاحترافية
لعب مع أماتوري أوديني في سنة 2004، ثم لعب مع تيرامو باسكت في الدوري الإيطالي في موسم 2004–2005، ثم لعب مع نادي بانيونيس لكرة السلة في موسم 2005–2006، ثم لعب مع فيرتوس روما في الدوري الإيطالي في موسم 2006–2007، ثم لعب مع باسكت نابولي في سنة 2007، ثم لعب مع لوكوموتيف كوبان في الدوري الروسي في موسم 2007–2008.

## روابط خارجية
- ديميتريوس مارمارينوس على موقع الدوري الأوروبي لكرة السلة (الإنجليزية)
- ديميتريوس مارمارينوس على موقع كرة السلة الأوروبية.كوم (الإنجليزية)
- ديميتريوس مارمارينوس على موقع كلية كرة السلة في سبورتس رفرنس.كوم (الإنجليزية)
- ديميتريوس مارمارينوس على موقع ريلجم (الإنجليزية)
- ديميتريوس مارمارينوس على موقع بروبوليرز (الإنجليزية)
- ديميتريوس مارمارينوس على موقع سبورتس رفرنس (الإنجليزية)